# Mesjid Keumangan
Mesjid Keumangan is een bestuurslaag in het regentschap Pidie van de provincie Atjeh, Indonesië. Mesjid Keumangan telt 521 inwoners (volkstelling 2010).